# Zemitrella parhelena
Zemitrella parhelena is een slakkensoort uit de familie van de Columbellidae. De wetenschappelijke naam van de soort is voor het eerst geldig gepubliceerd in 1959 door Barnard.